# جوجه‌اردک من
جوجه اردک من فیلمی به کارگردانی و نویسندگی امیر فیضی ساختهٔ سال ۱۳۸۱ است.

## بازیگران
- شبنم قلی‌خانی
- رضا شفیعی‌جم
- اردلان شجاع‌کاوه
- رضا فیض‌نوروزی
- لوریک میناسیان
- محمدرضا نوروزی
- رضا صادقی
- عرفان چارراهی
- دریا لطافت
- بنیامین آقابابایی
- علیرضا ناصحی